# Moon Bloodgood
Korinna Moon Bloodgood (ur. 20 września 1975 w Anaheim, w stanie Kalifornia) – amerykańska aktorka i modelka, światową popularność zawdzięcza roli w filmie Terminator: Ocalenie.

## Życiorys
Ojciec Moon ma korzenie irlandzkie i duńskie, matka z pochodzenia jest Koreanką. Ojciec poznał matkę gdy stacjonował w wojsku w Korei Południowej. Jako nastolatka Moon była cheerleaderką w znanej grupie Laker Girls. Karierę zaczynała od modelingu, w 2002 roku zagrała pierwszy epizod w serialu Ja się zastrzelę. Moon jest gwiazdą czwartego filmu o Terminatorze – Terminator: Ocalenie.

## Filmografia

### Filmy fabularne
- 2012: Sesje (The Sessions) jako Vera
- 2011:	Conception jako Nikki
- 2010: W pogoni za zemstą (Faster) jako Marina
- 2010: Piękny chłopak (Beautiful Boy) jako Trish
- 2010: Sypialnie (Bedrooms) jako Beth
- 2009: Moonlight Serenade jako Marie Devrenier
- 2009: Terminator: Ocalenie (Terminator Salvation) jako Blair Williams
- 2009: Street Fighter: Legenda Chun-Li (Street Fighter: The Legend of Chun-Li) jako Maya
- 2008: Co jest grane? (What Just Happened) jako Laura
- 2007: Tropiciel (Pathfinder) jako StarFire
- 2006: Moonlight Serenade jako Marie Devrenier
- 2006: Przygoda na Antarktydzie (Eight Below) jako Katie
- 2005: Zupełnie jak miłość (A Lot Like Love) jako Bridgette
- 2004: Wygraj randkę (Win a Date with Tad Hamilton!) jako cudowna kobieta

### Seriale telewizyjne
- 2011–2015: Wrogie niebo (Falling Skies) jako Anne Glass
- 2011: NTSF:SD:SUV jako Vivica
- 2010: Czlowiek-cel (Human Target) jako dr Jessica Shaw
- 2009: Tożsamość szpiega (Burn Notice) jako detektyw Michelle Paxton
- 2007: Journeyman – podróżnik w czasie jako Livia Beale
- 2006–2007: Ten sam dzień (Day Break) jako Rita Shelten
- 2005: Rocky Point jako Alana
- 2005: Detektyw Monk (Monk) jako Hayley
- 2004: Gorące Hawaje (North Shore) jako Lacey Riggs
- 2003: CSI: Kryminalne zagadki Las Vegas (CSI: Crime Scene Investigation) jako striptizerka
- 2003: Fastlane jako pokojówka
- 2002: Ja się zastrzelę (Just Shoot Me!) jako Penny